# Francesco Cozza (calciatore)
Francesco Cozza, detto Ciccio (Cariati, 19 gennaio 1974), è un allenatore di calcio ed ex calciatore italiano, di ruolo centrocampista, tecnico del Locri.

## Carriera

### Giocatore
Proveniente dal vivaio della Reggina, con la quale raggiunge la finale del campionato Primavera nel 1992 contro il Torino, passa al Milan e vi gioca una sola gara ufficiale, in Coppa Italia contro il Piacenza (1-1) il 10 novembre 1993; viene poi ceduto, nell'estate del 1994, alla Reggiana, che lo fa debuttare in Serie A il 18 settembre contro il Bari.
Dopo una stagione in Serie B tra le fila del Vicenza, viene notato e riportato in Serie A dal Torino, con cui però scende in campo solamente in un match di Coppa Italia, prima di essere rapidamente ceduto alla Lucchese.
Nel 1996 passa al Cagliari, con cui realizza la prima rete in Serie A il 29 settembre in casa contro il Verona (2-2). 
Dal 1997 al 1999 milita nel Lecce, nella prima stagione in Serie A, poi in B. 
Nel gennaio 1999 torna alla Reggina, con cui guadagna la promozione in Serie A. Dopo il primo anno nella massima serie costellato da infortuni, Cozza riesce a trovare una discreta continuità di presenze; la squadra tuttavia retrocede in Serie B, dopo lo spareggio perso contro l'Hellas Verona. Contribuisce al ritorno in Serie A dei reggini, vestendone la fascia di capitano e centrando la permanenza in A nelle successive annate.
Dopo cinque stagioni e mezza, nel 2004-2005 viene acquistato dal Genoa, espressamente richiesto dall'allenatore dei liguri, Luigi De Canio. Il tecnico viene però esonerato pochi giorni prima dell'inizio del campionato ed il sostituto, Serse Cosmi, non riesce a trovargli spazio durante il primo scorcio di stagione. Il 18 gennaio 2005 viene così ceduto al Siena in comproprietà. 
Il 27 giugno 2005 Siena e Genoa rinnovano la comproprietà per un altro anno e il 31 agosto torna in prestito alla Reggina; a Reggio Calabria Cozza si rende nuovamente protagonista, siglando 9 centri e conquistando ancora una volta la salvezza.
Risolta la comproprietà in favore del Siena, il giocatore torna in Toscana per la stagione 2006-2007. Nel luglio 2007 compie il percorso inverso, tornando per la terza volta alla Reggina, stavolta a titolo definitivo, in cambio di Alessandro Lucarelli. 
Lascia Reggio Calabria definitivamente nell'estate 2009, dopo aver totalizzato 252 presenze e 51 reti con la squadra amaranto.
ll successivo 3 luglio, libero da impegni contrattuali, si trasferisce alla Salernitana, dove chiude la carriera da calciatore.

### Allenatore
Nel giugno 2010 torna ancora alla Reggina nelle vesti di collaboratore tecnico dell'allenatore Gianluca Atzori. Nell'estate 2011 ottiene il suo primo ingaggio da allenatore, alla guida del Catanzaro, con cui centra la promozione in Lega Pro Prima Divisione. Il 10 dicembre 2012 inizia a frequentare a Coverciano il corso di abilitazione per il master di allenatori professionisti Prima Categoria-UEFA Pro. Il 14 aprile 2013 viene sollevato dall'incarico di allenatore del Catanzaro.
Nel dicembre dello stesso anno viene ingaggiato dal Pisa, da cui è esonerato alla trentesima giornata di campionato, dopo la sconfitta contro il Grosseto del 21 marzo 2014.
Il 21 luglio 2014 viene nominato allenatore della Reggina, incarico dal quale si dimette il 14 novembre, dopo la sconfitta con la Salernitana. L'8 agosto 2015 ritorna ad assumere la guida tecnica della squadra amaranto (che per la stagione 2015-2016 userà la denominazione A.S.D. Reggio Calabria) nel campionato di Serie D, portandola al quarto posto in campionato e fino alla semifinale dei play-off, persa contro la Cavese. Il 2 luglio 2016 annuncia di aver lasciato la squadra calabrese.
Il 21 novembre 2016 diventa allenatore della Sicula Leonzio, che conduce alla promozione in Lega Pro.
Il 1º giugno 2017 firma per il Taranto, appena retrocesso in Serie D, ma viene esonerato nel mese di settembre, alla terza giornata, dopo due sconfitte ed una vittoria, e sostituito da Michele Cazzarò.
Nel novembre 2018 viene ingaggiato dal Team Altamura, che partecipa al campionato di Serie D, in sostituzione dell'esonerato De Luca. Si dimette dall'incarico, per motivi personali, il 26 febbraio 2019.
Nell'estate del 2019 ritorna brevemente alla Reggina in qualità di responsabile dell'area scouting.
Il 14 settembre 2020 viene annunciato ufficialmente come nuovo allenatore del San Luca, club calabrese di Serie D. Alla fine della stagione, dopo aver raggiunto la semifinale play-off, lascia la panchina giallorossa, venendo sostituito da Giovanni Ignoffo.
Il 25 settembre 2021 il Biancavilla, formazione siciliana inserita nel girone I della Serie D, comunica di avergli affidato la conduzione della prima squadra. Il 5 novembre, dopo aver raccolto 4 punti in 7 gare, che collocano i gialloblù al terzultimo posto in classifica, viene esonerato.
L'8 luglio 2022 ritorna, dopo una stagione, sulla panchina del San Luca, in Serie D. La seconda esperienza sulla panchina giallorossa si chiude però in anticipo; difatti, il 13 gennaio 2023, a seguito della pesante sconfitta subita in casa del Trapani (4-0) e con la squadra invischiata in piena zona retrocessione, la società comunica il suo esonero.
Il 12 febbraio 2024 viene ufficializzato come nuovo allenatore della Gioiese, ultima in classifica nel girone I di Serie D. Alla fine della stagione, dopo non essere riuscito a raggiungere i play-out, lascia la squadra. 
L'8 ottobre 2024 viene ufficializzato come nuovo allenatore del Locri, club calabrese di Serie D, in sostituzione dell'esonerato Umberto Scorrano. L'esperienza dura inizialmente poco più di due mesi, venendo sollevato dall'incarico l'11 dicembre seguente; il 29 aprile 2025 viene tuttavia richiamato, ad una giornata dal termine del campionato e con la squadra fanalino di coda della classifica, subentrando nuovamente a Scorrano.

## Vita privata
È stato sposato dal 2005 al 2017 con Manila Nazzaro, eletta Miss Italia nel 1999, dalla quale ha avuto due figli. 
Vive a Reggio Calabria, dove ha partecipato alla creazione di una scuola calcio.

## Procedimenti giudiziari
Il 27 luglio 2022 viene indagato per associazione a delinquere aggravata dal favoreggiamento alla criminalità organizzata nell’ambito di un’indagine della DIA e della Guardia di Finanza di Reggio Calabria: Cozza, attraverso la società Business Group, sarebbe coinvolto negli illeciti che avrebbero riguardato la realizzazione di alcuni centri commerciali in Abruzzo.

## Statistiche

### Presenze e reti nei club
| Stagione        | Squadra         | Campionato      | Campionato | Campionato | Coppe nazionali | Coppe nazionali | Coppe nazionali | Coppe continentali | Coppe continentali | Coppe continentali | Altre coppe | Altre coppe | Altre coppe | Totale | Totale |
| Stagione        | Squadra         | Comp            | Pres       | Reti       | Comp            | Pres            | Reti            | Comp               | Pres               | Reti               | Comp        | Pres        | Reti        | Pres   | Reti   |
| --------------- | --------------- | --------------- | ---------- | ---------- | --------------- | --------------- | --------------- | ------------------ | ------------------ | ------------------ | ----------- | ----------- | ----------- | ------ | ------ |
| 1993-1994       | Milan           | A               | 0          | 0          | CI              | 1               | 0               | UCL                | 0                  | 0                  | SI+SU+CInt  | 0           | 0           | 1      | 0      |
| ago.-ott. 1994  | Reggiana        | A               | 3          | 0          | CI              | 3               | 0               | -                  | -                  | -                  | -           | -           | -           | 6      | 0      |
| ott. 1994-1995  | Vicenza         | B               | 18         | 2          | CI              | -               | -               | -                  | -                  | -                  | -           | -           | -           | 18     | 2      |
| ago.-set. 1995  | Torino          | A               | 0          | 0          | CI              | 1               | 0               | -                  | -                  | -                  | -           | -           | -           | 1      | 0      |
| set. 1995-1996  | Lucchese        | B               | 28         | 6          | CI              | -               | -               | -                  | -                  | -                  | -           | -           | -           | 28     | 6      |
| 1996-1997       | Cagliari        | A               | 28+1       | 3          | CI              | 3               | 2               | -                  | -                  | -                  | -           | -           | -           | 32     | 5      |
| 1997-1998       | Lecce           | A               | 13         | 1          | CI              | 2               | 0               | -                  | -                  | -                  | -           | -           | -           | 15     | 1      |
| 1998-gen. 1999  | Lecce           | B               | 14         | 1          | CI              | 5               | 0               | -                  | -                  | -                  | -           | -           | -           | 19     | 1      |
| Totale Lecce    | Totale Lecce    | Totale Lecce    | 27         | 2          |                 | 7               | 0               |                    | -                  | -                  |             | -           | -           | 34     | 2      |
| gen.-giu. 1999  | Reggina         | B               | 19         | 2          | CI              | -               | -               | -                  | -                  | -                  | -           | -           | -           | 19     | 2      |
| 1999-2000       | Reggina         | A               | 17         | 2          | CI              | 4               | 1               | -                  | -                  | -                  | -           | -           | -           | 21     | 3      |
| 2000-2001       | Reggina         | A               | 32+2       | 5+1        | CI              | 2               | 0               | -                  | -                  | -                  | -           | -           | -           | 36     | 6      |
| 2001-2002       | Reggina         | B               | 26         | 6          | CI              | 3               | 0               | -                  | -                  | -                  | -           | -           | -           | 29     | 6      |
| 2002-2003       | Reggina         | A               | 26+2       | 4+1        | CI              | 5               | 1               | -                  | -                  | -                  | -           | -           | -           | 33     | 6      |
| 2003-2004       | Reggina         | A               | 27         | 8          | CI              | 1               | 0               | -                  | -                  | -                  | -           | -           | -           | 28     | 8      |
| 2004-gen. 2005  | Genoa           | B               | 5          | 0          | CI              | 3               | 1               | -                  | -                  | -                  | -           | -           | -           | 8      | 1      |
| gen.-giu. 2005  | Siena           | A               | 10         | 1          | CI              | -               | -               | -                  | -                  | -                  | -           | -           | -           | 10     | 1      |
| set. 2005       | Siena           | A               | 1          | 0          | CI              | 2               | 0               | -                  | -                  | -                  | -           | -           | -           | 3      | 0      |
| set. 2005-2006  | Reggina         | A               | 32         | 9          | CI              | -               | -               | -                  | -                  | -                  | -           | -           | -           | 32     | 9      |
| 2006-2007       | Siena           | A               | 18         | 3          | CI              | 0               | 0               | -                  | -                  | -                  | -           | -           | -           | 18     | 3      |
| Totale Siena    | Totale Siena    | Totale Siena    | 29         | 4          |                 | 2               | 0               |                    | -                  | -                  |             | -           | -           | 31     | 4      |
| 2007-2008       | Reggina         | A               | 27         | 6          | CI              | 2               | 1               | -                  | -                  | -                  | -           | -           | -           | 29     | 7      |
| 2008-2009       | Reggina         | A               | 25         | 4          | CI              | 0               | 0               | -                  | -                  | -                  | -           | -           | -           | 25     | 4      |
| Totale Reggina  | Totale Reggina  | Totale Reggina  | 235        | 48         |                 | 17              | 3               |                    | -                  | -                  |             | -           | -           | 252    | 51     |
| 2009-2010       | Salernitana     | B               | 15         | 4          | CI              | 0               | 0               | -                  | -                  | -                  | -           | -           | -           | 15     | 4      |
| Totale carriera | Totale carriera | Totale carriera | 389        | 69         |                 | 37              | 6               |                    | 0                  | 0                  |             | 0           | 0           | 426    | 75     |

### Statistiche da allenatore
Statistiche aggiornate al 4 maggio 2025.
| Stagione            | Squadra          | Campionato       | Campionato | Campionato | Campionato | Campionato | Coppe nazionali | Coppe nazionali | Coppe nazionali | Coppe nazionali | Coppe nazionali | Coppe continentali | Coppe continentali | Coppe continentali | Coppe continentali | Coppe continentali | Altre coppe | Altre coppe | Altre coppe | Altre coppe | Altre coppe | Totale | Totale | Totale | Totale | % Vittorie |
| Stagione            | Squadra          | Comp             | G          | V          | N          | P          | Comp            | G               | V               | N               | P               | Comp               | G                  | V                  | N                  | P                  | Comp        | G           | V           | N           | P           | G      | V      | N      | P      | %          |
| ------------------- | ---------------- | ---------------- | ---------- | ---------- | ---------- | ---------- | --------------- | --------------- | --------------- | --------------- | --------------- | ------------------ | ------------------ | ------------------ | ------------------ | ------------------ | ----------- | ----------- | ----------- | ----------- | ----------- | ------ | ------ | ------ | ------ | ---------- |
| 2011-2012           | Catanzaro        | 2D               | 40         | 23         | 14         | 3          | CI-LP           | 8               | 5               | 1               | 2               | -                  | -                  | -                  | -                  | -                  | -           | -           | -           | -           | -           | 48     | 28     | 15     | 5      | 58,33      |
| 2012-apr. 2013      | Catanzaro        | 1D               | 27         | 9          | 6          | 12         | CI+CI-LP        | 1+2             | 0+1             | 0               | 1+1             | -                  | -                  | -                  | -                  | -                  | -           | -           | -           | -           | -           | 30     | 10     | 6      | 14     | 33,33      |
| Totale Catanzaro    | Totale Catanzaro | Totale Catanzaro | 67         | 32         | 20         | 15         |                 | 11              | 6               | 1               | 4               |                    | -                  | -                  | -                  | -                  |             | -           | -           | -           | -           | 78     | 38     | 21     | 19     | 48,72      |
| gen.-mar. 2014      | Pisa             | 1D               | 11         | 5          | 4          | 2          | CI-LP           | -               | -               | -               | -               | -                  | -                  | -                  | -                  | -                  | -           | -           | -           | -           | -           | 11     | 5      | 4      | 2      | 45,45      |
| lug.-nov. 2014      | Reggina          | LP               | 13         | 2          | 4          | 7          | CI+CI-LP        | 1+1             | 0+0             | 0+1             | 1+0             | -                  | -                  | -                  | -                  | -                  | -           | -           | -           | -           | -           | 15     | 2      | 5      | 8      | 13,33      |
| 2015-2016           | Reggina          | D                | 36+1       | 15         | 11         | 10+1       | CI-D            | 2               | 1               | 1               | 0               | -                  | -                  | -                  | -                  | -                  | -           | -           | -           | -           | -           | 39     | 16     | 12     | 11     | 41,03      |
| Totale Reggina      | Totale Reggina   | Totale Reggina   | 50         | 17         | 15         | 18         |                 | 4               | 1               | 2               | 1               |                    | -                  | -                  | -                  | -                  |             | -           | -           | -           | -           | 54     | 18     | 17     | 19     | 33,33      |
| nov. 2016-2017      | Sicula Leonzio   | D                | 22+3       | 18+1       | 1+1        | 3+1        | CI-D            | -               | -               | -               | -               | -                  | -                  | -                  | -                  | -                  | -           | -           | -           | -           | -           | 25     | 19     | 2      | 4      | 76,00      |
| lug.-sett. 2017     | Taranto          | D                | 3          | 1          | 0          | 2          | CI-D            | 1               | 0               | 1               | 0               | -                  | -                  | -                  | -                  | -                  | -           | -           | -           | -           | -           | 4      | 1      | 1      | 2      | 25,00      |
| nov. 2018-feb. 2019 | Team Altamura    | D                | 14         | 5          | 5          | 4          | CI-D            | -               | -               | -               | -               | -                  | -                  | -                  | -                  | -                  | -           | -           | -           | -           | -           | 14     | 5      | 5      | 4      | 35,71      |
| 2020-2021           | San Luca         | D                | 34+1       | 17         | 7          | 10+1       | -               | -               | -               | -               | -               | -                  | -                  | -                  | -                  | -                  | -           | -           | -           | -           | -           | 35     | 17     | 7      | 11     | 48,57      |
| sett.-ott. 2021     | Biancavilla      | D                | 7          | 1          | 1          | 5          | CI-D            | -               | -               | -               | -               | -                  | -                  | -                  | -                  | -                  | -           | -           | -           | -           | -           | 7      | 1      | 1      | 5      | 14,29      |
| 2022-gen. 2023      | San Luca         | D                | 17         | 3          | 8          | 6          | CI-D            | 2               | 1               | 0               | 1               | -                  | -                  | -                  | -                  | -                  | -           | -           | -           | -           | -           | 19     | 4      | 8      | 7      | 21,05      |
| Totale San Luca     | Totale San Luca  | Totale San Luca  | 52         | 20         | 15         | 17         |                 | 2               | 1               | 0               | 1               |                    | -                  | -                  | -                  | -                  |             | -           | -           | -           | -           | 54     | 21     | 15     | 18     | 38,89      |
| feb.-mag. 2024      | Gioiese          | D                | 10         | 2          | 1          | 7          | CI-D            | -               | -               | -               | -               | -                  | -                  | -                  | -                  | -                  | -           | -           | -           | -           | -           | 10     | 2      | 1      | 7      | 20,00      |
| ott. 2024-2025      | Locri            | D                | 11         | 3          | 3          | 5          | CI-D            | -               | -               | -               | -               | -                  | -                  | -                  | -                  | -                  | -           | -           | -           | -           | -           | 11     | 3      | 3      | 5      | 27,27      |
| Totale carriera     | Totale carriera  | Totale carriera  | 250        | 105        | 66         | 79         |                 | 18              | 8               | 4               | 6               |                    | -                  | -                  | -                  | -                  |             | -           | -           | -           | -           | 268    | 113    | 70     | 85     | 42,16      |

## Palmarès

### Giocatore
- UEFA Champions League: 1

Milan: 1993-1994

### Allenatore

#### Competizioni interregionali
- Serie D: 1

Sicula Leonzio: 2016-2017